# 101. zračnoprevozna divizija (zračnodesantna)
Za druge 101. divizije glej 101. divizija.
101. zračnoprevozna divizija (zračnodesantna) z vzdevkom Kričeči orli (angleško 101st Airborne Division (Air Assault), Screaming Eagles) je elitna zračnoprevozna ter edina zračnodesantna divizija na svetu. Predstavlja reakcijsko formacijo Kopenske vojske ZDA, ki jo uporabijo na kritičnih žariščih po svetu.

## Zgodovina
Novembra 1918 je bila ustanovljena »101. pehotna divizija« (Camp Shelby, Misisipi).
Z pričetkom druge svetovne vojne so Nemci prikazali tudi Blitzkrieg, kjer so uporabljali tudi padalske in zračnoprevozne enote, ki so zasedle in držale pomembnejše strateške točke do prihoda glavnine kopenskih sil. Zaradi tega se je Kopenska vojska Združenih držav Amerike odločila, da bo uporabila isti koncept za lastne načrte in odredila ustanovitev zračnoprevoznih enot.
Tako je bila 101. zračnoprevozna divizija aktivirana 15. avgusta 1942.
Med drugo svetovno vojno je bila prvič sodelovala v boju med operacijo Overlord, ko je divizija izvedla zračni desant v noči na invazijo. Po ogorčenih bojih v Normandiji je divizija sodelovala še v operaciji Market-Garden ter v bitki za gorivo, kjer je brigadni general Anthony McAuliffe izgovoril slavni »Nuts« na nemško ponudbo o kapitulaciji obkoljeni diviziji v Bastogneju. Potem so mislili uporabiti divizijo za zračni desant na Berlin, a je bila operacija preklicana. Po končanih bojih v Evropi so jo mislili premestiti na pacifiško bojišče, kjer bi jo uporabili za invazijo na Japonsko, a se je vojna prej končala. Za svoje zasluge med drugo svetovno vojno je bila divizija odlikovana s štirimi kampanjskimi vezicami in dvema predsedniškima omembama enote. Po koncu vojne je bila divizija razpuščena. V celotni vojni je divizija preživela 214 dni v bojih; njene izgube so bile: 2.043 padlih, 7.976 ranjenih, 1.193 pogrešanih, 336 ujetih in 11.548 ostalih bojnih žrtev; sama je zajela 29.527 Nemcev. Skupaj so pripadniki divizije prejeli: 47 zaslužnih križcev, 12 legij za zasluge, 516 srebrnih zvezd, 4 vojakove medalje, 6.977 bronastih zvezd in 46 letalskih medalj.
Divizija je bila reaktivirana 1948 kot šolska enota (Camp Breckinridge, Kentucky), razpuščena, spet aktivirana leta 1950 in spet razpuščena. Ponovno je bila aktivirana 1954 v Fort Jacksonu (Južna Karolina) in marca 1956 je bila divizija preseljena v Fort Campbell (Kentucky), kjer je bila reorganizirana v aktivno bojno divizijo.
Med septembrom in novembrom 1957 so bili deli divizije nameščeni v Little Rock (Arkansas), kjer so pomagali policiji med krizo v Little Rocku.
V sredini 60. letih 20. stoletja je bila 1. brigada (in podporne enote) premeščena v Vietnam, kot predhodnica celotne divizije, ki je prišla v Vietnam pozno leta 1967. Med vietnamsko vojno je bila divizija udeležena v 15 vojaških operacij; enota Tiger Force (v sestavi divizije) je storila več vojnih zločinov nad civilisti.
Leta 1968 je bila divizija reorganizirana v zračnopremično divizijo, tako da so ji dodali helikopterje. Trenutno je divizija edina zračnodesantna divizija na svetu; pri čemer je zmožna opraviti zračni desant v moči ene brigade.
Januarja 1991 je bila udeležena v operaciji Puščavski vihar, kjer je ponovna izvedla zračne desante v sovražnikovem zaledju; med celotno operacijo ni utrpela nobene izgube in zajela je več tisoč iraških vojakov.
Nato je sodelovala v humanitarnih misijah v Ruandi in Somaliji ter mirovnih misijah na Haitiju in Bosni.
Divizija je sodelovala na začetku operacije Iraška svoboda v sestavi 5. korpusa kot podporna sila, ki je čistila utrjene točke iraškega odpora, ki jih je 3. pehotna divizija zaobšla med napredovanjem. Po končani operaciji je bila premeščena v Mosul kot okupacijska sila. Nato je sodelovala tudi v operaciji McClellan, ko so iskali teroriste s hitrimi zračnimi desanti. 5. februarja 2004 je divizija predala svoje območje delovanja Multi-National Brigade North, saj je nato zapustila Irak in se vrnila v ZD] na dopust in reorganizacijo.
Med vojno proti terorizmu je od 23. marca 2003 do 30. avgusta 2004 izgubilo življenje 56 pripadnikov divizije oz. priključenih enot (2 pripadnika vojnega letalstva, ki sta bila dodeljene diviziji).
19. junija 2006 so proti trem pripadnikov divizije vložili obtožnico, ki jih bremeni umora treh Iračanov 9. maja 2006 v Tikritu.

## Delovanje
Divizija je sposobna hkrati premakniti 4.000 močno silo 150 kilometrov od začetne točke. Prevoz opravi 281 helikopterjev. Zaradi narave bojevanja (zavzetje ključnih strateških točk, globoko v sovražnikovem zaledju) je divizija opremljena (lahka pehotna oborožitev, veliko streliva,...) in izurjena, da se bori od 150 do 300 km stran od svojih sil. Ne glede, kako je divizija izurjena in opremljena, ne more sama dolgi zdržati brez ustrezne podpore in končne združitve z lastnimi silami.

## Organizacija & struktura
1944
- 502. padalski pehotni polk
- 327. jadralni pehotni polk
- 401. jadralni pehotni polk
- 101. padalski vzdrževalni bataljon
- 326. zračnoprevozni inženirski bataljon
- 326. zračnoprevozna medicinska četa
- 81. zračnoprevozni protiletalski artilerijski bataljon
- 101. artilerija zračnoprevozne divizije
- 321. jadralni poljski artilerijski bataljon
- 377. padalski poljski artilerijski bataljon
- 907. jadralni poljski artilerijski bataljon
- 801. četa za oskrbo s strelivo
- 426. oskrbovalna četa
- 101. komunikacijska četa
- vod vojaške policije
- štabna četa
- izvidniški vod

1. marec 1945
- 502. padalski pehotni polk
- 506. padalski pehotni polk
- 327. jadralni pehotni polk
- 401. jadralni pehotni polk
- 101. padalski vzdrževalni bataljon
- 326. zračnoprevozni inženirski bataljon
- 326. zračnoprevozna medicinska četa
- 81. zračnoprevozni protiletalski artilerijski bataljon
- 101. artilerija zračnoprevozne divizije
- 321. jadralni poljski artilerijski bataljon
- 377. padalski poljski artilerijski bataljon
- 907. jadralni poljski artilerijski bataljon
- 463. padalski poljski artilerijski bataljon
- Posebne enote:

- 801. četa za oskrbo s strelivo
- 426. oskrbovalna četa
- 101. komunikacijska četa
- vod vojaške policije
- štabna četa
- izvidniški vod
- band

19. november 1967
- HHC, 101. divizija
- HHC, 2. brigada
- HHC, 3. brigada
- HHC in band, DISCOM
- HHC, 101. DIARTY
- 101. četa vojaške policije
- 3. bataljon, 187. pehotni polk (zračnoprevozni)
- 1. bataljon, 501. pehotni polk (zračnoprevozni)
- 2. bataljon, 501. pehotni polk (zračnoprevozni)
- 1. bataljon, 502. pehotni polk (zračnoprevozni)
- 1. bataljon, 506. pehotni polk (zračnoprevozni)
- 2. bataljon, 506. pehotni polk (zračnoprevozni)
- 3. bataljon, 506. pehotni polk (zračnoprevozni)
- četa L, 75. rangerski polk
- četa F, 58. pehotni polk (LRP)
- 2. eskadron, 17. konjeniški polk
- 42. pehotni vod (sledilni psi)
- 47. pehotni vod (sledilni psi)
- 58. pehotni vod (sledilni psi)
- 557. pehotni vod (bojni sledilni)
- 101. aviacijska skupina
- 101. aviacijski bataljon (zračnomobilni)
- 158. aviacijski bataljon (jurišnohelikopterski)
- 159. aviacijski bataljon (jurišnohelikopterski)
- 163. aviacijska četa (splošnopodporni)
- 478. aviacijska četa (težkohelikopterska)
- 2. bataljon, 11. poljski artilerijski polk (155mm havbice)
- 1. bataljon, 11. poljski artilerijski polk (155mm havbice)
- 4. bataljon, 77. artilerijski polk (zračnoraketni)
- 2. bataljon, 319. artilerijski polk
- 2. bataljon, 320. artilerijski polk (105mm havbice)
- 1. bataljon, 321. artilerijski polk (105mm havbice)
- baterija A, 377. artilerijski polk (aviacijski)
- 5. transportni bataljon
- 326. medicinski bataljon
- 326. inženirski bataljon
- 426. oskrbovalni in servirni bataljon
- 501. komunikacijski bataljon
- 801. vzdrževalni bataljon
- 265. radijskoraziskovalna četa (zračnoprevozna)
- 10. kemični vod
- 20. kemični odred
- 36. kemični odred
- 22. vojaškozgodovinski odred
- 101. vojaškoobveščevalna četa
- 25. javnoinformacijski odred
- 34. javnoinformacijski odred
- 45. javnoinformacijski odred
- 101. četa vojaške policije

Trenutna
- 1. brigada »Bastogne«
- 2. brigada »Strike«
- 3. brigada »Rakkasans«
- 101. aviacijska brigada
- 159. aviacijska brigada
- 101. korpusna podporna skupina
- DIVARTY »Guns of Glory«
- DISCOM »Lifeliners«
- 2. bataljon 44. zračnoobrambnega polka
- 86. bojna podporna bolnišnica
- 311. vojaški obveščevalni bataljon »Eyes of the Eagle«
- 326. inženirski bataljon »Sapper Eagle«
- 887. LEC
- 501. signalni bataljon »Voice of the Eagle«
- Zračnodesantna šola
- Padalska demonstracijska ekipa

## Oprema in oborožitev

### Helikopterji
- AH-64
- UH-60
- OH-58
- CH-47

## Pripadniki divizije
Divizijski poveljniki
| 1.  | Generalmajor William Carey Lee             |  | (Avgust 1942 – Februar 1944)           |
| a.  | Brigadni general Don Forrester Pratt       |  | (6. februar 1944 – 14. marec 1945)     |
| 2.  | Generalmajor Maxwell Davenport Taylor      |  | (Marec 1944 – Avgust 1945)             |
| b.  | Brigadni general Anthony Clement McAuliffe |  | (5. december 1945 – 26. december 1945) |
| 3.  | Brigadni general William N. Gillmore       |  | (Avgust 1945 – September 1945)         |
| 4.  | Brigadni general Gerald St. C. Mickle      |  | (September 1945 – Oktober 1945)        |
| 5.  | Brigadni general Stuart Cutler             |  | (Oktober 1945 – November 1945)         |
| 6.  | Generalmajor William R. Schmidt            |  | (Julij 1948 – Maj 1949)                |
| 7.  | Generalmajor Cornelius E. Ryan             |  | (Avgust 1950 – Maj 1951)               |
| 8.  | Generalmajor Roy E. Porter                 |  | (Maj 1951 – Maj 1953)                  |
| 9.  | Generalmajor Paul DeWitt Adams             |  | (Maj 1953 – December 1953)             |
| 10. | Generalmajor Riley F. Ennis                |  | (Maj 1954 – Oktober 1955)              |
| 11. | Generalmajor F. S. Bowen                   |  | (Oktober 1955 – Marec 1956)            |
| 12. | Generalmajor Thomas L. Sherburne mlajši    |  | (Maj 1956 – Marec 1956)                |
| 13. | Generalmajor William Childs Westmoreland   |  | (April 1958 – Junij 1960)              |
| 14. | Generalmajor Ben Harrell                   |  | (Junij 1960 – Julij 1961)              |
| 15. | Generalmajor C.W.G. Rich                   |  | (Julij 1961 – Februar 1963)            |
| 16. | Generalmajor Harry H. Critz                |  | (Februar 1963 – Marec 1964)            |
| 17. | Generalmajor Beverly E. Powell             |  | (Marec 1964 – Marec 1966)              |
| 18. | Generalmajor Ben Sternberg                 |  | (Marec 1966 – Julij 1967)              |
| 19. | Generalmajor Olinto M. Barsanti            |  | (Julij 1967 – Julij 1968)              |
| 20. | Generalmajor Melvin Zais                   |  | (Julij 1968 – Maj 1969)                |
| 21. | Generalmajor John M. Wright                |  | (Maj 1969 – Maj 1970)                  |
| 22. | Generalmajor John Joseph Hennessey         |  | (Maj 1970 – Februar 1971)              |
| 23. | Generalmajor Thomas M. Tarpley             |  | (Februar 1971 – April 1972)            |
| 24. | Generalmajor John H. Cushman               |  | (April 1972 – Avgust 1973)             |
| 25. | Generalmajor Sidney B. Berry               |  | (Avgust 1973 – Julij 1974)             |
| 26. | Generalmajor John W. McEnery               |  | (Avgust 1974 – Februar 1976)           |
| 27. | Generalmajor John Adams Wickham mlajši     |  | (Marec 1976 – Marec 1978)              |
| 28. | Generalmajor John N. Brandenburg           |  | (Marec 1978 – Junij 1980)              |
| 29. | Generalmajor Jack V. Mackmull              |  | (Junij 1980 – Avgust 1981)             |
| 30. | Generalmajor Charles W. Bagnal             |  | (Avgust 1981 – Avgust 1983)            |
| 31. | Generalmajor James E. Thompson             |  | (Avgust 1983 – Junij 1985)             |
| 32. | Generalmajor Burton D. Patrick             |  | (Junij 1985 – Maj 1987)                |
| 33. | Generalmajor Teddy G. Allen                |  | (Maj 1987 – Avgust 1989)               |
| 34. | Generalmajor James Henry Binford Peay III. |  | (Avgust 1989 – Junij 1991)             |
| 34. | Generalmajor John Miller                   |  | (Junij 1991 – Julij 1993)              |
| 35. | Generalmajor John M. Keane                 |  | (Julij 1993 – Februar 1996)            |
| 36. | Generalmajor William F. Kernan             |  | (Februar 1996 – Februar 1998)          |
| 37. | Generalmajor Robert T. Clark               |  | (Februar 1998 – Junij 2000)            |
| 38. | Generalmajor Richard A. Cody               |  | (Junij 2000 – Julij 2002)              |
| 39. | Generalmajor David Howell Petraeus         |  | (Julij 2002 – Maj 2004)                |
| 40. | Generalmajor Thomas R. Turner II.          |  | (Maj 2004 – November 2006)             |
| 41. | Generalmajor Jeffrey J. Schloesser         |  | (November 2006 – Julij 2009)           |
| 42. | Generalmajor John F. Campbell              |  | (Julij 2009 – Avgust 2011)             |
| 43. | Generalmajor James C. McConville           |  | (Avgust 2011 – Junij 2014)             |
| 44. | Generalmajor Gary J. Volesky               |  | (Junij 2014 – Januar 2017)             |
| 45. | Generalmajor Andrew P. Poppas              |  | (Januar 2017 – Februar 2019)           |
| 46. | Generalmajor Brian E. Winski               |  | (Februar 2019 – Marec 2021)            |
| 47. | Generalmajor Joseph P. McGee               |  | (Marec 2021 – Julij 2023)              |
| 48. | Generalmajor Brett Sylvia                  |  | (Julij 2023 – danes)                   |

Nosilci medalje časti
- Druga svetovna vojna: Robert G. Cole[10] in Joe E. Mann[10]
- Vietnamska vojna: Webster Anderson, Paul W. Bucha, Michael J. Fitzmaurice, Frank R. Fratellenico[10], James A. Gardner[10], John G. Gertsch[10], Peter M. Guenette[10], Frank A. Herda, Joe R. Hooper, Lawrence Joel, Kenneth M. Kays, Joseph G. LaPointe mlajši[10], Milton A. Lee, Carlos J. Lozada, Andre C. Lucas[10], Milton L. Olive III., Robert M. Patterson, Clifford C. Sims[10], Gordon R. Roberts, Dale E. Wayrynen[10]

Znani pripadniki divizije
- Ronald Speirs
- John Stephan Lekson
- Mickey Marcus

## Odlikovanja in časti
Priznano sodelovanje v kampanjah
- Prva svetovna vojna (samo 2. in 3. brigadi):

1. Druga bitka za Sommo;
2. Bitka za Argonski gozd;
3. Picardy 1918

- Druga svetovna vojna (razen 159. aviacijska brigada):

1. Normandija (s puščično ostjo);
2. Rhineland (s puščično ostjo);
3. Ardenska ofenziva;
4. Srednja Evropa

- Vietnamska vojna (razen 159. aviacijska brigada):

1. Obramba (samo 1. brigada);
2. Protiofenziva (samo 1. brigada);
3. Protiofenziva, faza II (samo 1. brigada)
4. Protiofenziva, faza III;
5. Protiofenziva Tet;
6. Protiofenziva, faza IV;
7. Protiofenziva, faza V;
8. Protiofenziva, faza VI;
9. Tet 1969/Protiofenziva;
10. Poletje-Jesen 1969;
11. Zima-Pomlad 1970;
12. Zaščitna protiofenziva;
13. Protiofenziva, faza VII;
14. Consolidation I;
15. Consolidation II

- Jugozahodna Azija (razen 159. aviacijska brigada):

1. obramba Saudove Arabije;
2. osvoboditev in obramba Kuvajta

Odlikovanja
1. Predsedniška omemba enote za Normandijo (samo divizija in 1. brigada)
2. Predsedniška omemba enote za Bastogno (samo divizija in 1. brigada)
3. Predsedniška omemba enote za Dak To, Vietnam 1966 (samo 1. brigada)
4. Predsedniška omemba enote za goro Dong Ap Bia (samo 3. brigada)
5. Odlikovanje pogumne enote za provinco Thua Thien (samo 3. brigada in divizijska artilerija)
6. Odlikovanje pogumne enote za Tuy Hoa (samo 1. brigada)